# Richard Welch
Richard Skeffington Welch (1929 - 23 décembre 1975), ancien élève de l'université d'Harvard, était le chef de poste de la CIA à Athènes, assassiné par une organisation marxiste radicale grecque, l'Organisation révolutionnaire du 17-Novembre quelques mois seulement après avoir pris ses fonctions.
Ses activités avaient été révélées peu de temps auparavant par le magazine CounterSpy, même si un communiqué émis par le groupe terroriste avant la publication de l'article montre que celui-ci connaissait déjà la nature des activités de Welch.

## Conséquences de l'assassinat
L'assassinat de Welch a entraîné le vote de l'Intelligence Identities Protection Act de 1982, interdisant de révéler le nom d'un agent qui avait une relation clandestine avec un membre d'une organisation américaine de renseignement.
Par ordre spécial du président américain Gerald Ford, Welch a été enterré au cimetière national d'Arlington.
Pavlos Serifis a avoué sa participation à l'assassinat de Welch. Lui et Nikos Papanastasiou, ainsi que le cerveau du groupe, Alexandros Yiotopoulos, ont été condamnés en 2003 pour la série d'assassinats, de véhicules piégés et d'attaques au missiles qui se déroulèrent en Grèce durant les trente dernières années. En revanche, les charges pour l'assassinat de Welch ne furent pas retenues, car l'affaire était prescrite.

## Dans la culture populaire
L'assassinat de Richard Welch a inspiré le 44ème roman de SAS (série littéraire) de Gérard de Villiers publié en 1976 et dont l'intrigue consiste à essayer de comprendre pourquoi le chef de station de la CIA a été assassiné à Athènes.